# Вибросигнализатор штурвала
Вибросигнализа́тор штурва́ла — механизм тряски ручки управления самолётом или штурвала в случае критического режима полёта. Сопровождается звуковым предупреждением. Устанавливается на большинстве военных и гражданских самолётов.
Вибросигнализатор является компонентом системы защиты самолёта от сваливания. Бортовой компьютер получает входные данные от датчиков углов атаки этой системы. При вхождении самолёта в сваливание компьютер активирует тряску штурвала и подаёт звуковой сигнал для пилота. Устройство состоит из электродвигателя, соединенного с маховиком с небольшим дисбалансом.
В крупных самолётах (особенно с Т-образным хвостовым оперением), система от сваливания также может содержать активную защиту, когда активируется мотор, отдающий штурвальную колонку на пикирование от пилота, таким образом, снижая угол атаки и помогая предотвратить опрокидывание.

## Катастрофы
В истории существуют случаи катастроф, причинами которых являлась неадекватная реакция экипажа на срабатывание сигнализации о приближающемся сваливании самолёта (механизм тряски штурвала):
- Катастрофа DHC-8 под Буффало
- Катастрофа Trident под Лондоном
- Катастрофа Ту-154 под Учкудуком